# Baklastare

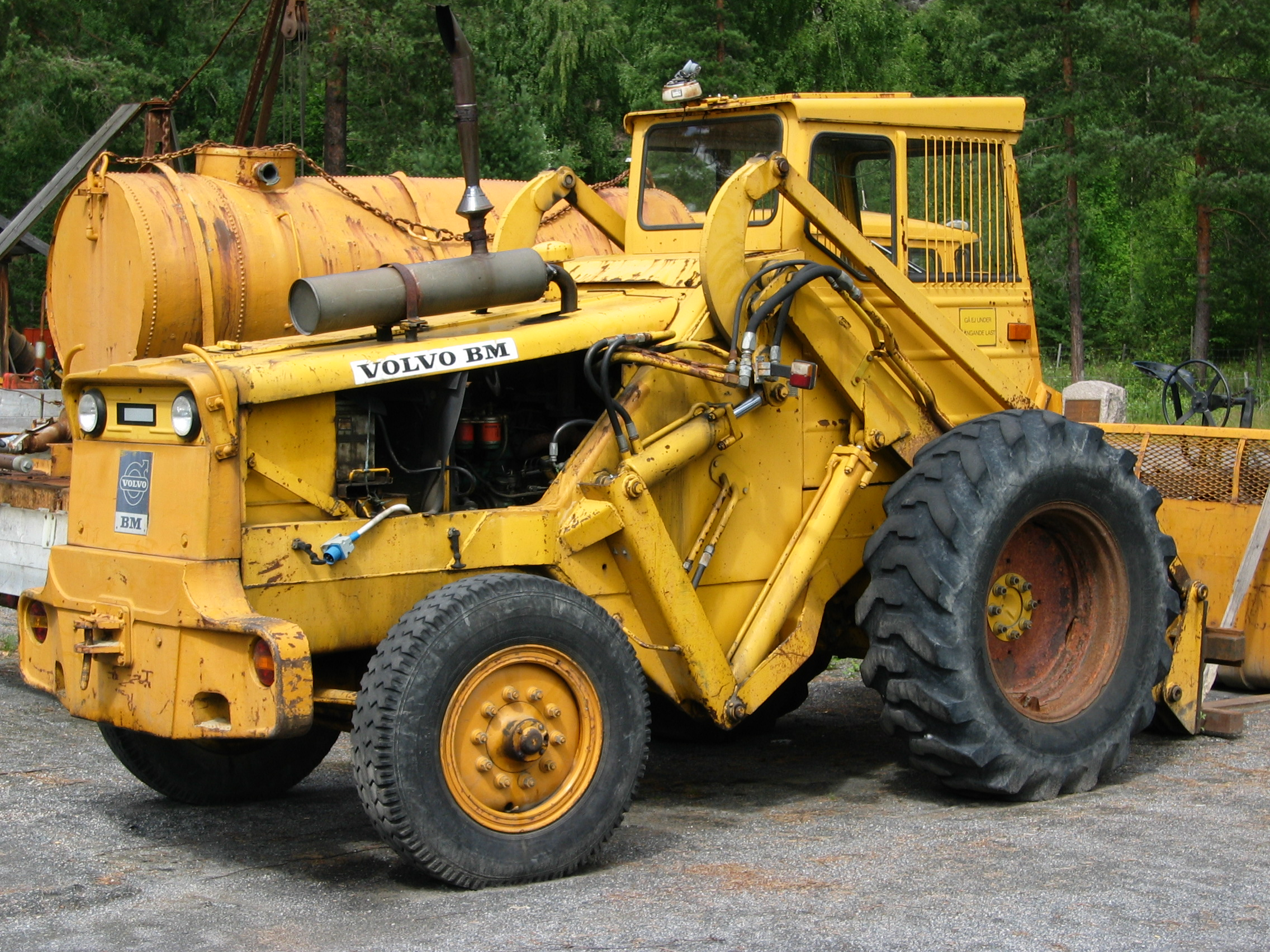
LM 621: en baklastare från Volvo BM, årsmodell 1976

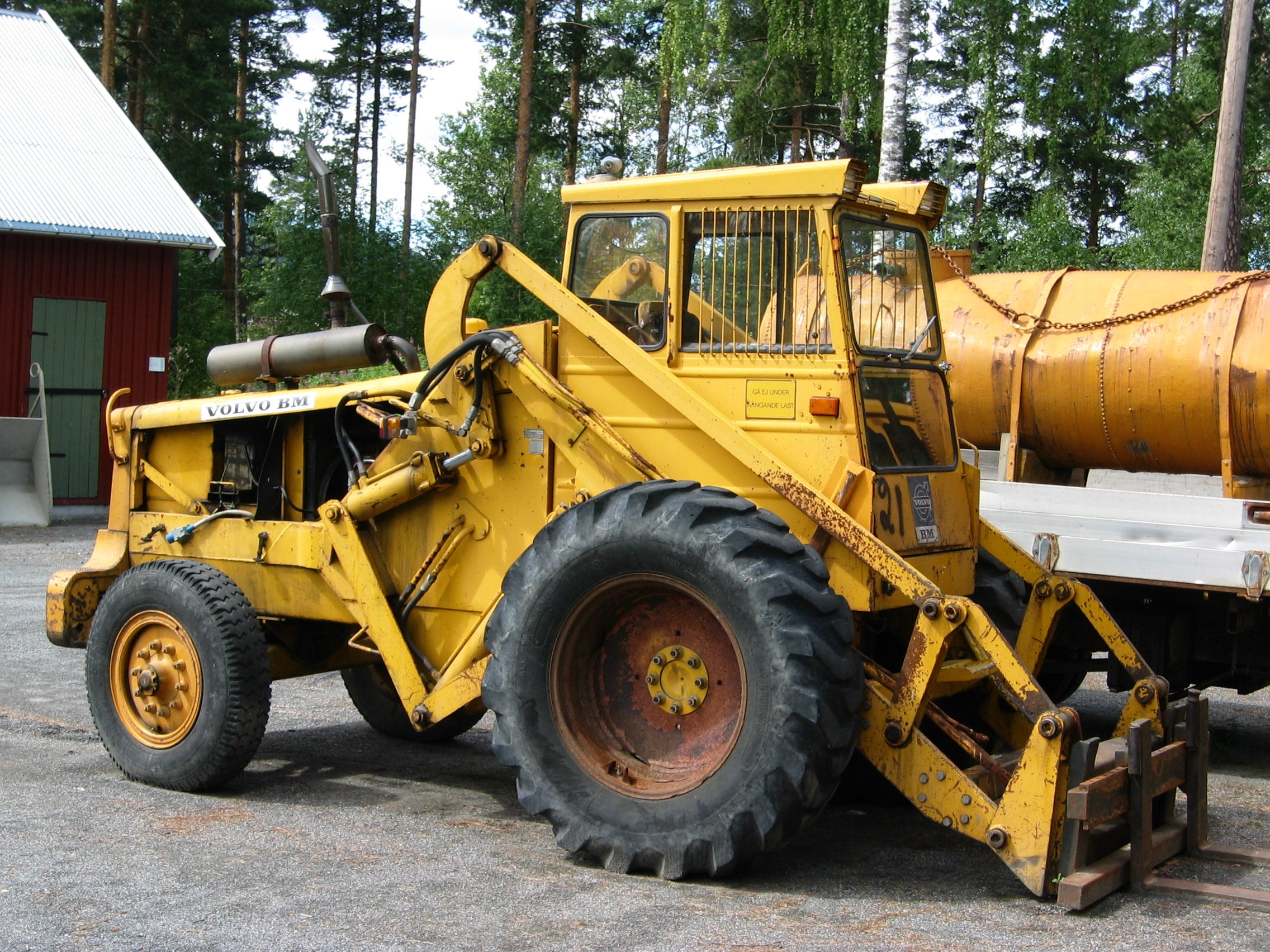
Volvo baklastare, årsmodell 1976

Baklastare, äldre typ av hjullastare som i sin mest ursprungliga form var en jordbrukstraktor med utbytt körriktning och lastaggregat monterat över traktorns drivaxel. Med lastaggregatet över drivhjulen fick man lättare styrning, bättre manöverbarhet samt högre brytkrafter än med en så kallad frontlastare. Vid 50-talets början fanns ett antal småskaliga producenter av dessa maskiner. Den mest framgångsrika var Bröderna Lundbergs Mekaniska i Skellefteå där den av många anses ha sitt egentliga ursprung. 1951 tillverkades den första på en Fordson traktor och 1957 slöt man avtal med AB Volvos dåvarande dotterbolag Bolinder-Munktell varefter endast deras traktorer användes som bas. Fram till 1984 tillverkade sedan Lundbergs 26 000 baklastare åt BM. Cirka 7000 baklastare av modell LM 840/LM 841 tillverkades åren 1966-1978 vid BM:s anläggning i Arvika.

## Bakgrund
Redan 1948 tillverkade företaget Berggrens Bil en baklastare av egen konstruktion i Järbo utanför Sandviken. Stommen var Fordtraktorer som Berggrens hade agenturen för i västra Gästrikland men senare användes även GMW- och Nuffieldtraktorer.
Baklastaren kom att tillverkas i flera modeller under namnet Gigantic fram till 1974. Företaget hade samarbete med flera andra företag för legotillverkning och montering, men huvudverksamheten låg i Järbo. Totalt kan över 2000 exemplar ha tillverkats.
Gigantic hade inte muskler nog att klara den nödvändiga produktutvecklingen i kamp med de stora tillverkarna. Namnet har dock fortsatt att leva som serviceverkstad. Nu ingår företaget i Brubakken koncernen.
Så småningom blev baklastarna alltmindre traktorlika även om vissa designelement som de stora framdäcken och styrningen på de små bakhjulen behölls. Baklastare var något av en svensk specialitet innan teknikutvecklingen sprang ifrån dem och ramstyrningstekniken revolutionerade hjullastarna.
2004 firade Volvo Construction Equipment 50 år som tillverkare av lastmaskiner, som anfader räknas då den första "BL-lastaren" (Bröderna Lundbergs) tillverkad 1954 med en BM 35 jordbrukstraktor som basmaskin. 
Baklastarnas största nackdel var att den enda rimliga möjligheten att ta sig in och ut ur den trånga hytten var framifrån. Antingen klättrade man över eller kryper under lyftarmarna. Hyttens sidor kunde svårligen förses med dörrar eftersom de stora framdäcken och lyftarmarna var i vägen. 
Maskin AB Gigantic i Järbo monterade dock dörrarna i till exempel sin fyrhjulsdrivna F30-modell i hyttsidan, ovanför hjulen. Emellertid var problemen med att klättra upp för leriga hjul, eller för storväxta personer att ta sig in i hytten genom den lilla dörren, så stora att dessa maskiner vanligen genom sina ägares försorg kompletterades med en dörr även i fronten.
Till baklastarnas fördel kan nämnas en enkel, mycket robust och slitstark konstruktion. Närheten till redskapen och sikten över desamma är också mycket god. Lyftkraften är hög i förhållande till vikten (tex 3,2 ton lyftkraft för en LM 621 vägande 7 ton). 
I och med ramstyrningens (midjestyrningens) introduktion fick hjullastaren inte bara en mindre vändradie utan också möjlighet att placera lyftaggregatet framför hytten och därigenom sätta in vanliga dörrar på hyttsidorna. 

## Modellöversikt BM-Volvo, Volvo BM[1]
| Modell  | Leveransår | Motortyp      | Motoreffekt [hk] (SAE) | Vikt [kg] | Tipplast [kg] | Längd x bredd x höjd [mm] (längd inkl skopa) | Kraftöverföring                                                   | Kraftöverföring | notering                      |
| Modell  | Leveransår | Motortyp      | Motoreffekt [hk] (SAE) | Vikt [kg] | Tipplast [kg] | Längd x bredd x höjd [mm] (längd inkl skopa) | Växellåda                                                         | Drivhjul        | notering                      |
| ------- | ---------- | ------------- | ---------------------- | --------- | ------------- | -------------------------------------------- | ----------------------------------------------------------------- | --------------- | ----------------------------- |
| H 10/35 | 1954-1961  | BM 1053       | 43                     | 5150      | 1350          | 4810 x 2110 x 2400                           |                                                                   | 2WD             |                               |
| 218     | 1959-1970  | BM 1113       | 67                     | 5400      | 2400          | 5130 x 2110 x 2540                           | 5 växlar, fram/back-växellåda. Mekanisk koppling                  | 2WD             |                               |
| 218TD   | 1959-1970  | BM 1113       | 67                     | 5850      | 2600          | 5350 x 2110 x 2540                           | 5 växlar, fram/back-växellåda. "TwinDisc" (hydraulisk koppling)   | 2WD             |                               |
| 222     | 1962       | BM 1114       | 83                     | 7110      | 3000          | 5625 x 2150 x 2485                           | 5 växlar, fram/back-växellåda. Mekanisk koppling                  | 2WD             |                               |
| 225     | 1962-1966  | BM 1114       | 83                     | 7110      | 3300          | 5610 x 2350 x 2580                           | 5 växlar, fram/back-växellåda. "TwinDisc" (hydraulisk koppling)   | 2WD             |                               |
| 422     | 1966-1970  | Perkins D 913 | 47                     | 4600      | 1800          | 5030 x 2050 x 2420                           | 3 växlar, hög/lågväxel samt fram/back-växellåda Mekanisk koppling | 2WD             |                               |
| 620     | 1965-1970  | BM 1113 A     | 69                     | 6300      | 2700          | 5450 x 2160 x 2520                           | Converter + power shift 2 växlar framåt och bakåt +hög/lågväxel   | 2WD             |                               |
| 640     | 1965-1970  | BM 1113 A     | 69                     | 6600      | 2900          | 5450 x 2160 x 2520                           | Converter + power shift 2 växlar framåt och bakåt +hög/lågväxel   | 4WD             |                               |
| 621     | 1970-1973  | BM D42        | 80                     | 7200      | 3000          | 5550 x 2160 x 2640                           | Converter + power shift 2 växlar framåt och bakåt +hög/lågväxel   | 2WD             |                               |
| 621     | 1973-1978  | BM D42        | 80                     | 7400      | 3000          | 5550 x 2250 x 2640                           | Converter + power shift 2 växlar framåt och bakåt +hög/lågväxel   | 2WD             | Bredare hytt, större spårvidd |
| 641     | 1970-1978  | BM D42        | 80                     | 7700      | 3200          | 5550 x 2160 x 2640                           | Converter + power shift 2 växlar framåt och bakåt +hög/lågväxel   | 4WD             |                               |
| 641     | 1973-1978  | BM D42        | 80                     | 7900      | 3300          | 5550 x 2250 x 2640                           | Converter + power shift 2 växlar framåt och bakåt +hög/lågväxel   | 4WD             | Bredare hytt, större spårvidd |
| 622     | 1978-1981  | BM D42        | 80                     | 8000      | 3300          | 5550 x 2250 x 2640                           | Converter + power shift 2 växlar framåt och bakåt +hög/lågväxel   | 2WD             |                               |
| 622     | 1981-1982  | BM D45        | 81.5                   | 8000      | 3300          |                                              | Converter + power shift 2 växlar framåt och bakåt +hög/lågväxel   | 2WD             |                               |
| 622     | 1982-1984  | BM D45B       | 84                     |           | 3300          |                                              | Converter + power shift 2 växlar framåt och bakåt +hög/lågväxel   | 2WD             |                               |
| 642     | 1978-1984  | BM D42        | 80                     | 8000      | 3300          | 5550 x 2250 x 2640                           | Converter + power shift 2 växlar framåt och bakåt +hög/lågväxel   | 4WD             |                               |
| 642     | 1981-1982  | BM D45        | 81.5                   |           | 3300          |                                              | Converter + power shift 2 växlar framåt och bakåt +hög/lågväxel   | 4WD             |                               |
| 642     | 1982-1984  | BM D45B       | 84                     |           | 3300          |                                              | Converter + power shift 2 växlar framåt och bakåt +hög/lågväxel   | 4WD             |                               |
| 840     | 1966-1972  | Volvo D50A    | 110                    | 9600      | 4200          | 5750 x 2380 x 2700                           | Converter + power shift 2 växlar framåt och bakåt +hög/lågväxel   | 4WD             |                               |
| 841     | 1972-1975  | Volvo D50B    | 112                    | 9870      | 4300          | 5750 x 2380 x 2760                           | Converter + power shift 2 växlar framåt och bakåt +hög/lågväxel   | 4WD             |                               |
| 841     | 1975-1978  | Volvo D60A    | 118                    | 9870      | 4300          | 5750 x 2380 x 2760                           | Converter + power shift 2 växlar framåt och bakåt +hög/lågväxel   | 4WD             |                               |